# Chiesa di Santa Tecla (Torno)
La chiesa di Santa Tecla è la parrocchiale di Torno, in provincia e diocesi di Como; fa parte del vicariato di Bellagio e Torno.

## Storia
La prima citazione di una chiesa dedicata a santa Tecla a Torno è da ricercarsi in un documento del 1208 di papa Innocenzo III in cui è menzionata la S. Teclae in Turno ecclesia cum pertientiis eius; la chiesa venne nuovamente menzionata in un atto datato 22 agosto 1238.
Verso il termine di quel secolo la chiesa tornasca risultava essere dipendente dal capitolo della cattedrale di Como, mentre nel 1451 venne citata come parrocchiale.

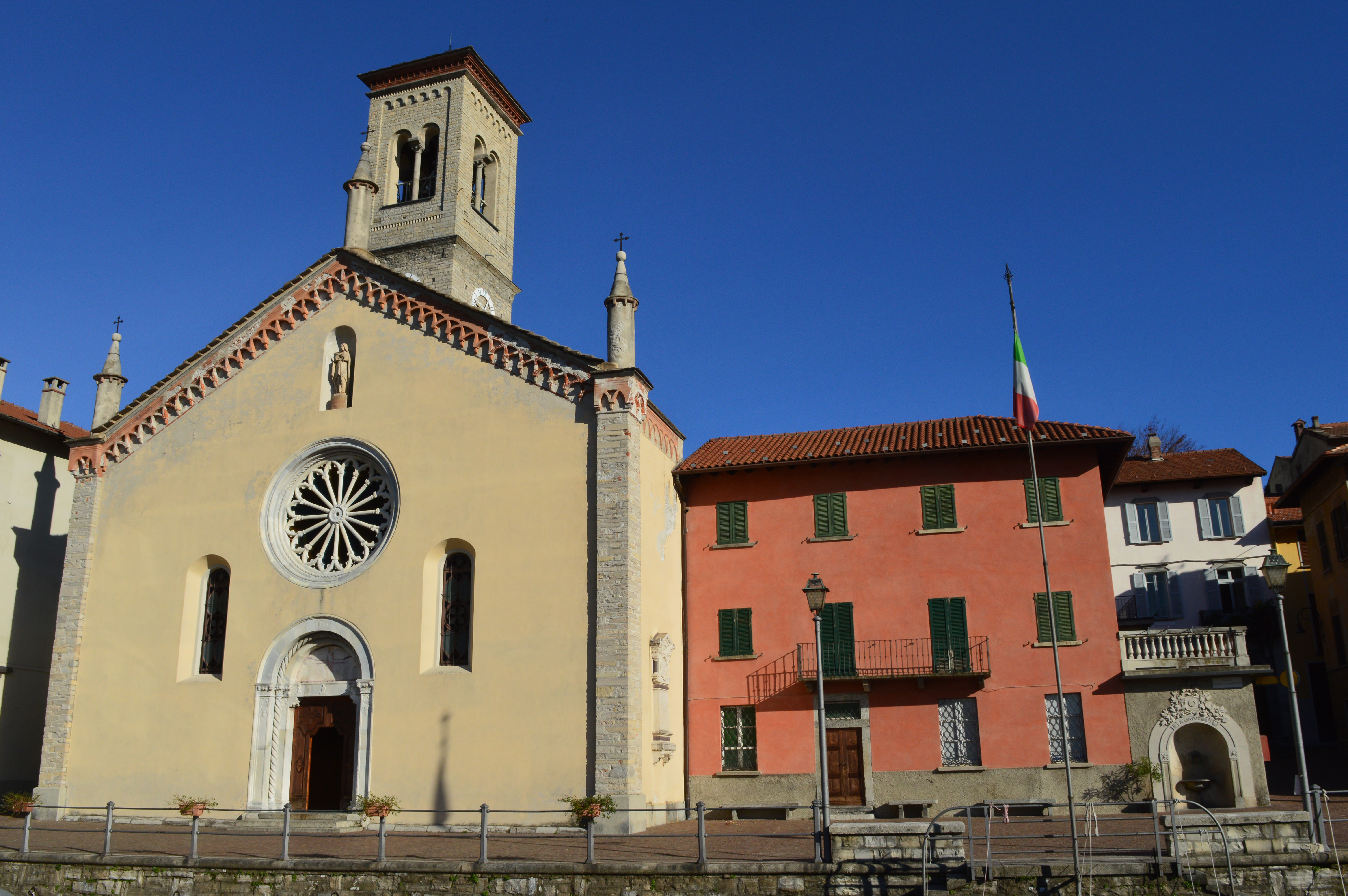
La facciata della chiesa

Dalla relazione della visita pastorale della fine del XVI secolo del vescovo di Como Feliciano Ninguarda s'apprende che la chiesa di Santa Tecla era inserita nella pieve foraniale di Zezio e che i fedeli erano 1066.
Nel XVII secolo l'edificio fu sottoposto ad un importante rifacimento strutturale.
Nel resoconto delle chiese parrocchiali della diocesi di Como redatto nel 1773 dal vescovo Giambattista Muggiasca si legge che la chiesa di Torno aveva un reddito della prebenda di 475 lire, delle quali 62 derivavano da emolumenti di stola e 413 da generi alimentari.
Nel 1779 i fedeli ammontavano a 642, saliti poi a 700 nel 1788, anno in cui come filiali della chiesa parrocchiale di Santa Tecla risultavano la comparrocchiale di San Giovanni Evangelista, gli oratori di Sant'Elisabetta in monte, della Santa Croce e di San Giorgio Martire nel borgo di Perlasca.
Nel 1893 il vescovo Andrea Carlo Ferrari, compiendo la sua visita, annotò che il reddito parrocchiale era pari a 404 lire, che i fedeli erano 692 e che la parrocchiale aveva alle sue dipendenze la comparrocchiale di San Giovanni, la chiesa della Visitazione di Maria e Santa Elisabetta nel borgo di Montepiatto, l'oratorio di Perlasca.
Il 1º gennaio 1938 la chiesa fu staccata dal vicariato di Zezio ed entrò a far parte di quello di Torno.
Nel 1991 vennero ultimati degli interventi di restauro condotti da Daniele Pescarmona, mentre nel 1995 pure la facciata fu ristrutturata su disegno dell'architetto Barbara Mazzali.

## Descrizione

### Facciata
La facciata della chiesa è a capanna e presenta, ai lati, due lesene. Il portale d'ingresso strombato, datato 1480, è in pietra e presenta due lesene intagliate e due colonne tortili. Un'incisione sul portale recita:
Sempre sulla facciata trovano posto due finestre allungate e un rosone in pietra, sopra il quale s'apre una nicchia ospitante Santa Tecla. Sotto gli spioventi, una serie di archetti ciechi.

### Interno
L'interno si compone di un'unica navata suddivisa in quattro campate; è inoltre presente una quinta campata che raccorda aula e presbiterio, il quale è rialzato di due scalini.
Nella parete dell'area absidale si apre una bifora a candelabra che originariamente si trovava nella cappella immediatamente a sinistra dell'altare maggiore.
Opere di pregio qui conservate sono gli affreschi ritraenti degli Angeli musicanti, la Sacra Famiglia, la Gloria di santa Tecla e la Gloria del Santissimo Sacramento, eseguiti nel 1908 da tale Beghi, il rilievo tardoquattrocentesco con soggetto la Madonna in trono con Bambino, il cinquecentesco gruppo scultoreo della Pietà e dolenti, la tela della Gloria di santa Tecla, risalente alla fine del XVI secolo, la pala della Madonna in trono con Bambino e san Giovannino, l'affresco del Battesimo di Gesù, che fu dipinto nel XVII secolo, e quello dell'Uomo dei dolori. Nell'area del battistero si trovano inoltre lacerti di una Passione con motivi floreali affrescata nel 1502 dal tornasco Bartolomeo (de) Benzi. Agli'inizi del XVI secolo risale anche il complesso di statue in legno ospitate nella seconda cappella di sinistra: le statue, che nel loro complesso raffigurano la deposizione di Gesù, sono opera di scuola lombarda, attribuita al cosiddetto "Maestro dei Compianti".
Da ricordare anche due arazzi del XVI secolo, disegnati da Alessandro Allori, uno raffigurante la raccolta delle castagne e l'altro la vendemmia. 